# Katarzyna Kobro
Katarzyna Kobro (Moscú, 26 de enero de 1898 - Lodz, 21 de febrero de 1951), fue una artista constructivista polaca de origen rusa y alemana. Es conocida por sus esculturas hechas de superficies planas, eventualmente curvas, geométricas y de colores. Pero su producción es mucho más diversa. Es una de las pocas escultoras del período de entreguerras y una de las más importantes. La mayor parte de su trabajo se encuentra en el Museo Sztuki en Łódź. 
Como para varios artistas suprematistas y constructivistas, se han reconstruido algunas esculturas, con un pequeño margen de aproximación, basadas en documentos de época. 

## Trayectoria y práctica artística
Katarzyna Kobro tuvo varios lugares de residencia e hizo muchos viajes. Las etapas elegidas aquí no eliminan estos cortos viajes. 

### Moscú 1918-1920
Katarzyna Kobro nació en Moscú en 1898, el 26 de enero. Su madre se graduó en el Conservatorio de Música de Moscú y pertenecía a la intelligentsia, su nombre era Evgenia Rozanov. Su padre, Nikolai von Kobro, cuyo abuelo había sido ennoblecido en 1841 por el Zar, era socio de una empresa comercial con sede en Riga, Moscú y Arkangel y de origen alemán.
A los 19 años enseña ruso. El 18 de julio, a la edad de veinte años, se unió a la Unión de Artistas Pintores de la Ciudad de Moscú. Esta unión, fundada en mayo de 1917, reúne a los artistas de la vieja generación y de la "media", los de la generación más joven, los levtistas, la tendencia de la izquierda, entre los cuales están Kazimir Malevich, Olga Rozanova, Vladimir Tatlin y Alexander Rodchenko. Y en el otoño de 1918, se matriculó en la Escuela de Pintura, Escultura y Arquitectura de Moscú que reemplaza a la antigua escuela de Bellas Artes. Esta escuela y otra se llaman Talleres Libres de Arte del Estado, Niveles I y II (SVOMAS I y II). Estudió en el nivel II y Władysław Strzemiński en el nivel I. En 1918, por lo tanto, se familiarizan. 
Cada estudiante puede elegir su taller, en esta nueva escuela, y a su maestro en consecuencia. El taller sin profesor es otra posibilidad. Entre los maestros se encuentran Kasimir Malevich, Vladimir Tatlin, Antoine Pevsner y los hermanos Stenberg, especialistas en carteles, especialmente de cine. Basándose en pistas débiles, uno puede pensar que Katarzyna siguió el taller de escultura de Tatlin o el taller Suprematista de Malevich. Malevitch es nombrado director de UNOVIS deVitebsk a principios de 1920 por Chagall.

### Smolensk 1920-1921
En la primavera de 1920 participó en la Exposición Estatal celebrada en Smolensk. La exposición está organizada por la sección local de la División de Bellas Artes del Comisariado de Educación Popular, IZO NARKOMPROS. Władysław Strzemiński tiene una intensa actividad docente, como organizador y creativamente. Tal vez sea gracias a él que la joven estudiante pudo presentar una escultura. Esta es ToS 75 - Estructura: un conjunto masivo de piezas de metal mecanizadas y recuperadas, una barra de acero curvada que conecta el fondo con la parte superior y una placa de vidrio transparente, colocada hacia arriba, que lleva el título en ambos lados. En Smolensk, una gran asamblea de maestros de arte de todos los estados se lleva a cabo en junio. Malevich participa. 
Katarzyna y Władysław se casaron (en el registro) en 1920 en Smolensk. Y fundan una nueva antena de UNOVIS, el mismo año de su disolución en Vitebsk (a menudo se invita a Malevich). Hacen carteles para Telegraphs y probablemente participan en una reunión de UNOVIS en Smolensk en octubre con Malevich. Su taller se describe así en 1920-21, con un ojo crítico: "Era un montón de cajas, láminas metálicas, aserrín y objetos de vidrio: la paleta del constructivismo. Con el ensamblaje de estos materiales, crearon formas sin vínculos con el mundo real. Se han conservado y reconstruido fotografías de otras dos esculturas: Construcciones colgantes. Construcción suspendida I : Un volumen ovoide blanco, suspendido oblicuamente, y un pequeño cubo negro unido, equilibrado por un pequeño paralelepípedo negro rectangular (¿madera?) Al final de una barra. Construcción suspendida II : una cuchilla de acero soldada hecha de "Cinta de Möbius" torcida, soldada en un extremo de una barra, equilibrada por un anillo en el otro extremo y una pequeña cruz colocada en el centro. El conjunto está suspendido por la cinta de Möbius. A partir de esos años 1920-1921, fecha un bajorrelieve en cemento, perdido. Se habría hecho en el espíritu de UNOVIS del cartel de El Lissitzky: Dispara a los blancos con la maza roja [leñador]  de 1919-1920. En 1922, Strzemiński analizando el arte en la Rusia soviética describe la obra de Kobro: «La más talentosa de los jóvenes artistas: sus esculturas suprematistas son un fenómeno a escala europea, [...] no una imitación, sino una creación paralela a la de Malevitch».

### Letonia - Polonia 1922-1926
En el otoño de 1921, el aumento del terror, el centralismo y, artísticamente, la victoria del "productivismo" son una serie de amenazas para su trabajo. Abandonan la Rusia soviética, probablemente a finales de 1921 y principios de 1922 para ir a la Polonia independiente. Van primero a Vilnius, donde trabaja su padre, pero ella se va a Riga, en la Letonia independiente, para regularizar sus papeles oficiales. No queda ningún correo de la pareja. Strzemiński hace una entrada dinámica en el mundo del arte polaco. 
En 1924, Katarzyna Kobro forma parte de un grupo polaco que reúne a artistas cubistas, suprematistas y constructivistas, el grupo Blok, que también incluye a Strzemiński junto a Henryk Stazewski, Teresa Zarnowerówna y otros como Witold Kajruksztis (Vytautas Kairukštis) de Vilna. El grupo publica un periódico, en el que aparecen las dos Construcciones suspendidas, sin título. Luego, en la edición de noviembre-diciembre en la que Strzemiński expone la teoría del Unismo con el artículo titulado B = 2 , presenta la Escultura Abstracta (1): sobre una base paralelepipédica blanca destacan tres elementos: en el centro, una gran plancha abierta en forma de L con forma de "8", con una bola amarilla colgando en el centro, entre un gran rectángulo negro de pie (un vaso con un borde negro) y una placa de cristal con un ángulo que se estrecha hacia el exterior y en el que se pega un pequeño paralelepípedo negro. Otras dos "esculturas abstractas" de 1924, con formas plásticas policromadas, acero, vidrio y madera pintada fueron reconstruidas en 1972 y 1977. Entre 1925 y 1927, creó varios desnudos, de inspiración cubista, de los cuales se conservan las pruebas de yeso. Abandonan Blok en noviembre de 1924, el texto de Strzemiński contradice la orientación "productivista". Según Andrzej Turowski, las esculturas de Kobro participan en el "Constructivismo heredado del Suprematismo de Malevich". Luego, hacia 1925, mira en otra dirección, incluida una escultura blanca, en su mayoría en plancha de metal doblada y pintada sobre una base triangular: Escultura espacial (1). Vive en Szczekociny con Strzemiński y tiene algunas dificultades para hablar polaco. Strzemiński desarrolla una intensa actividad pedagógica al integrar a su conocimiento información sobre la Bauhaus y Katarzyna, al ayudarlo, se prepara para un trabajo similar de pedagogo en el campo de la cultura artística. 
También en 1925, están en contacto con el círculo de Cracovia Zwrotnica, y hacen las portadas de publicaciones. Se conectan con jóvenes arquitectos de Varsovia y se mantienen en contacto con exalumnos de Blok, incluido Henryk Stazewski. 
En enero de 1926, Katarzyna presenta escenarios de teatro en una exposición internacional en Nueva York. Junto a los antiguos miembros de Blok y dos arquitectos de Varsovia, Szymon Syrkus y Bohdan Lachert. Algunos de estos participantes conforman el grupo Praesens (1926-1939) que publicó un periódico centrado en temas arquitectónicos. El nombre de Katarzyna aparece allí, pero no el de Władysław. Sigue una exposición que reúne pintura, escultura, arquitectura, interiorismo y artes gráficas. Las aportaciones de Katarzyna Kobro-Strzemińska son pinturas en vidrio, esculturas, tallas de madera, esculturas espaciales y escenarios.

### Łódź 1926-1929
En el verano de 1926, los Strzemiński se trasladaron a Brzeziny, junto a Łódź. Su único ingreso sigue siendo el trabajo de Władysław como profesor. A menudo van a Varsovia, pasan tiempo con Bohdan Lachert y Władysław continúa sus esfuerzos para lanzar una galería de arte moderno y organizar una exposición de las obras de Malevich en Polonia. Katarzyna ciertamente lo ayuda pero permanece a su sombra. En otoño, el grupo Praesens tiene un hermoso programa de exposiciones: una sobre los modernistas y otra dedicada a De Stijl. Pero eso no tiene éxito. En marzo de 1927, Malevich finalmente llegó a Varsovia. Presenta su trabajo en el Polish Art Club y da una conferencia. Katarzyna se aprovecha de su antiguo "maestro". Strzemiński aprovechó la oportunidad para realizar una exposición individual en el mismo Club y también dio una conferencia en la que desarrolló su concepto de Unismo en lugar de dualismo en el arte. Por su parte, los arquitectos, interesados como Kobro en «la visión universal de la composición en el espacio», crearon un Salón, en junio, que presenta esculturas de Kobro, incluida Escultura Abstracta (1), con el gran "8" abierto rosa. 
Durante el verano de 1927, la pareja se mudó nuevamente a un pequeño pueblo servido por el tren entre Varsovia y Łódź. Ambos enseñan y su método de enseñanza es más preciso, basado en una historia del arte basada en el estudio de la pintura, al contrario de lo que se hacía entonces. Su colaboración es cada vez más evidente en todas las áreas, proyectos teóricos, tipográficos y arquitectónicos. Obtienen un segundo premio para un proyecto de quiosco de tabaco en Varsovia. En marzo de 1928, el Salón de los Modernos se abre en el Sindicato de artistas. Este es el comienzo de las exposiciones de arte moderno en Polonia. El catálogo presenta textos de Strzemiński y Theo van Doesburg. Katarzyna expone nueve obras: Esculturas espaciales (cercanas a las dos esculturas adquiridas por Francia,) esculturas de yeso (probablemente los desnudos que se conservan en el Museo de Arte), muebles. Las obras son mal recibidas: sin comentarios, o malentendidas. En otoño, el grupo Praesens está en el Salon d'Automne en París, y Katarzyna Kobro presenta dos pinturas, Composición I, II, pintura. Son vistas como "puristas", en referencia a la corriente "purista" de abstracción en Europa occidental. Se realizó una exposición del grupo en Poznań, pero no sabemos qué mostró Katarzyna Kobro. Los críticos señalan que es arte contemporáneo, "de extrema izquierda". Al cierre, las esculturas de K. Kobro, planeadas para la Exposición Universal del 29 de mayo, se pierden. Sin embargo, una de sus composiciones espaciales, en madera, está presente en diciembre en Bruselas, y se mueve en 1929 entre La Haya y Ámsterdam. 
El año 1929 vio al grupo Praesens fracturarse después del evento de la Exposición Universal (PWK). Kobro y Strzemiński salen primero, seguidos de Stazewski. Antes de finales de este año, el grupo "a.r." (vanguardia real) se crea en oposición al grupo Praesens. Entre sus miembros están Kobro, Stazewski y Strzemiński, acompañados por los poetas Julian Przybos y Jan Brzekowski que vive en París El encuentro entre poesía y artes visuales fomentará la multiplicación y apertura de contactos. Este grupo "a.r." es responsable de la constitución de la Colección Internacional de Arte Moderno del Museo Sztuki en Łódź. Son los artistas mismos, a través del intercambio de obras y su agrupación los que permiten esta colección única y altamente representativa de las vanguardias contemporáneas en relación con la abstracción geométrica. Los intercambios fueron particularmente ricos con miembros del grupo Círculo y Cuadrado, fundado por el pintor Joaquin Torres Garcia, junto a Michel Seuphor y una multitud de artistas que practicaban la abstracción geométrica en los años treinta. 
Kobro crea la Composición espacial 4, en láminas de metal pintadas, en placas de color amarillo, rojo, azul claro, blanco y negro, de 40 x 64 x 40 cm, plegadas y curvadas y ensambladas. La escultura original está en el Muzeum Sztuki, Łódź. La revista Europa publica su texto Sculpture et bloc.
La determinación matemática de las esculturas unistas de Kobro con respecto a una proporción constante (la misma que usó Strzemiński en sus "pinturas arquitectónicas") permitió la reconstrucción de varias piezas faltantes. Pero lo esencial parece estar en otra parte: por estas esculturas, unidas al espacio en el que estamos, se trata de escapar de lo que Rosalind Krauss llama la "lógica del monumento", porque esta lógica niega que El espacio de la escultura sea el del espectador, el espacio de nuestra experiencia en el mundo.
Para evitar que las esculturas se vean como monumentos, Kobro utiliza dos métodos. Por un lado, la policromía, por planos de color primarios monocromos + negro, blanco, gris, mientras que las caras del mismo plano se pintarán de diferentes colores, mientras que cada color se distribuirá de forma discontinua en la profundidad, la anchura y la altura. Por otro lado, se toma en cuenta la duración de la experiencia estética, el movimiento del espectador: «Cuando damos la vuelta a sus mejores esculturas, el momento negativo (vacío) se vuelve positivo (completo), la línea se convierte en plano o punto, lo que era recto se convierte en curva, lo que era amplio se vuelve estrecho. Se necesitarían páginas completas de un monólogo interno para describir las transformaciones que ocurren mientras uno gira alrededor de estas obras».

### Años 1930
En 1930, la Gran Depresión golpeó a Polonia y los maestros ya no reciben paga por lo que hacen huelga. A finales de agosto, los Strzemiński ya no puede cubrir sus gastos. Un nuevo salón está abierto a los artistas en noviembre. Kobro presenta una escultura espacial, en "hoja de metal barnizado", a 1.000 zlotys. En el otoño, la pareja vuelve a buscar una exposición de las obras de Malevich en Polonia y que le permita quedarse al encontrarle un puesto apropiado. 
El 15 de febrero de 1931 en la inauguración de la sala de arte moderno en el Museo de Łódź Katarzyna acompaña a su esposo. Al firmar el acuerdo con el municipio, la Colección Internacional incluye 21 obras, incluidos los pequeños desnudos de yeso de Katarzyna Kobro. Al año siguiente entrega dos esculturas Escultura Abstracta (1) y Composición Abstracta sobre vidrio. Esta última está compuesta de un vidrio rectangular que descansa sobre el lado largo, de una forma, pintada en azul ultramar puro, abierta a la derecha y sobre un fondo blanco, el blanco entra en gran parte en la forma azul.
También publica el texto básico: La composición del espacio, Cálculos del ritmo espacio-temporal, con fotos de sus obras. Con motivo de una presentación de los trabajos de los estudiantes de la Escuela Técnica, de la cual ella asegura la "supervisión artística", revela sus ideas sobre el diseño de ropa. Esta exposición recibe un eco muy favorable del público. También hace esculturas de 64 y 40 cm de alto y 96 cm de largo, pintadas, pero hoy perdidas. Una composición espacial (7), blanca y con fecha de 1931, ha sido reconstruida.
A principios de 1932, exhibió un Desnudo "cubista", junto a las Composiciones unistas de su esposo, que, según los críticos, se correspondían entre sí. En la visita de Anton Pevsner a Łódź este habría "devorado con sus ojos" las esculturas de Kobro. Es muy probable que Sophie Taeuber-Arp también los haya visitado. Sus intercambios siempre han sido muy cálidos y también con Arp.
El 30 de abril, Strzemiński gana el Premio de la Ciudad de Łódź, y Katarzyna acompaña a su esposo. En esta ceremonia de concesión, los participantes protestan con lemas del tipo "Abajo el bolchevismo en el arte". La rápida reacción de Strzemiński los silencia. Ese mismo año Kobro realiza la Composición espacial (4). Presenta dos pinturas (Bodegones), dos esculturas (Composiciones) y una desnudo en la exposición de la Asociación de Artistas de Łódź. Le dará al año siguiente una naturaleza muerta al museo, pero se pierde. También la llaman en 1933: responde a un cuestionario publicado en Abstraction-Création y las respuestas van acompañadas de fotos de Composición espacial (5) y (7). Una foto de esta Composición del espacio (5) es un buen ejemplo de Unismo en un libro sobre arte moderno, publicado ese año en Budapest, en Esperanto.
También en 1933 participaron en el Salón del IPS, una importante exposición en Varsovia de "artistas modernos" que incluyó personalidades que reclamaron el legado de Léger y otros del surrealismo. La esposición llega a Łódź y es fuertemente criticada. K. Kobro expone varias composiciones espaciales (2), (3), (4) y (5). Sus esculturas agrupadas, en una habitación separada, con la del grupo "a.r." son mucho mejor recibidas.
Este año crea una escultura excepcional, vagamente biomórfica, hecha de chapa pintada en azul grisáceo en un lado, y el otro en blanco; es la composición espacial (9). Este "biologismo" de formas se hace eco del "mundo marino", que se encontrará en sus pinturas y, más tarde, en la obra de su marido. En 1934 expuso, en el Salón del IPS en Varsovia, el Desnudo hecho de cemento blanco, con otros dos Desnudos. Este Salón, muy marcado como "Moderno", es controvertido en cierta prensa que evoca un ataque al "arte nacional". Otra exposición tendrá lugar a continuación, pero donde el arte objetivo de un lado puede ser una contraparte del arte no objetivo del otro, y el evento es mejor recibido. 
En 1935, el proyecto que la pareja construyó con el grupo Abstraction-Création para una gran exposición itinerante en Varsovia, Lodz y Cracovia fracasa en sus negociaciones con el IPS de Varsovia. Están invitados por el Grupo de Cracovia para exhibir juntos. El folleto que acompaña a la exposición presenta un texto de Strzemiński que se alza contra las tendencias del "nuevo realismo" y las corrientes nacionalistas. El texto está ilustrado por un proyecto de pabellón para un parque del cual sabemos muy poco, pero como ambos cuidaron la coherencia de sus participaciones, uno puede deducir que Kobro hizo uno de sus proyectos para una arquitectura funcional, un vivero del cual se conserva una fotografía de la maqueta.
En 1936 se presentó en el ZZPAP, Salón de la Unión de Artistas Polacos en Varsovia, Composiciones espaciales que se juzgan difíciles por la crítica. Presenta unos días después, en Lodz, varias obras "más ligeras", cuatro pinturas al temple sobre papel y cartón tituladas Paisaje marino. En estas formas (en "formas de rompecabezas") cuyas líneas se superponen, se manifiesta una cierta proximidad con las pinturas de su esposo, como si hubiera anticipado el trabajo de ella misma, en 1934. Su desnudo, ahora perdido, muy esquematizado, es una forma suave antropomórfica y hueca, que se desplaza a través del yeso (también en una "pieza de rompecabezas" tridimensional). Este desnudo se reproduce en el n.° 5 de la revista Abstraction-Création de 1936, reseña del movimiento Abstraction-Création. 
En noviembre de 1936 tuvo lugar el nacimiento de su hija Nika. Es prematura y requiere cuidados continuos. 
Para algunos, parece que este momento corresponde al final del período creativo de Katarzyna Kobro. Pero algunas pistas sugieren que este momento debería ser colocado en 1939. Durante este período continúa haciendo pequeñas construcciones espaciales en cartón, pero dibuja poco. En diciembre monta la última exposición de su vida. Un crítico observará: "Una amplia gama de temas artísticos también está representada por cuatro composiciones (una témpera) de Katarzyna Kobro, titulada Paisajes marinos. En las obras de la artista, tenemos soluciones convincentes para problemas complejos entre líneas y planos de color, y una relación lógica entre estos dos elementos de composición. Todavía publica en 1936, en FORMA , n.° 4, un texto importante: Funcionalismo, y en mayo de 1937: Una escultura forma parte del espacio ... (sin título) en Glos Plastykow , n.º 1-7, en Cracovia.

### Años de guerra
En el día de la invasión alemana en septiembre de 1939, la pareja parte inmediatamente al este de Polonia, pocos días antes de la invasión de Oriente, pero esta vez por la Unión Soviética. Su pesadilla comienza bajo la ocupación alemana. Debido a los riesgos incurridos en la Unión Soviética por estos artistas utópicos y con un estado civil, para ambos bastante complicado en esta guerra, eligen cruzar la frontera en el corto tiempo, de abril a mayo de 1940, en que está abierta, y pasar al lado nazi. En Lodz, su casa está ocupada. Se mueven de un lugar a otro, primero con un pintor, luego en una casa pequeña, con una habitación y una cocina. Se quedan allí hasta el final de la guerra. Vera, la hermana de Katarzyna, que "huyó" a Polonia, en Poznań, desde Estonia con su padre, les hará algunas visitas. Todas las obras artísticas que habían quedado en su casa fueron tiradas por los ocupantes. Con la ayuda que tiene, logra recuperar parte de ellas, a menudo muy degradadas. Las pinturas y esculturas se almacenan en una pequeña bodega. 
Desde los primeros días de la ocupación de Polonia, una "lucha étnica despiadada" , como dijo Hitler, debe librarse contra los polacos. La policía nazi fuerza a las familias cuyas raíces no son polacas a declinar su nacionalidad. A diferencia de su hermana y su padre, Katarzyna Kobro no quiere aceptar sus raíces alemanas. Dirá que siempre se ha sentido rusa. Por lo tanto, debe firmar, desde su origen ruso-germánico en su estado civil, la "Lista Rusa" que protege a aquellos que aparecen allí de cualquier confiscación de su propiedad. Es difícil imaginar las circunstancias de esta decisión que tendrán efectos a largo plazo en la pareja. No debe olvidarse que la "Lista Rusa" también funciona como una protección para Strzemiński, mientras que hay una guerra real contra los polacos a su alrededor. 
En marzo del 41, un artículo publicado en un periódico de la ocupación decreta que sus obras y las de la Colección pertenecen al "arte degenerado y judío" (entartete und Judische Kunst). Sobreviven durante la guerra vendiendo pequeños artículos que hacen (bolsas, juguetes), tarjetas de felicitación, retratos a partir de fotos, copias de cuadros antiguos a pedido. Su padre murió en 1942. Unos días antes de la Liberación, Katarzyna quema sus tallas de madera para calentarse a sí misma ya su hija. 

### La posguerra
En el verano del 45 la guerra al fin ha terminado. Recuperan su casa de preguerra. Pero durante el traslado, el nuevo inquilino de la pequeña casa tira todo lo que queda y pierden nuevamente parte de su trabajo. El museo ahora solo tiene tres de sus composiciones espaciales. Ella les da dos más. Por lo tanto, el museo tiene cinco en el registro del 14 de febrero de 1945. Luego se lastima mientras arregla el taller de su esposo. Se someterá a una cirugía de pierna en primavera del año siguiente. La ciudad no ha sido destruida, la vida cultural despierta y Strzemiński encuentra un lugar como creador. Publica, enseña y organiza eventos. Pero ella no. 
El efecto diferido de la "lista rusa" opera dentro de la pareja. Su renuncia a la nacionalidad polaca es la causa. Strzemiński evita una condena gracias a la decisión del fiscal de suspender la acusación por renunciar a la nacionalidad polaca. Pero eso probablemente no le dé buena conciencia. Kobro, declarada rusa, pero vinculada a una familia "germanizada", comparte la culpa con él y está lista para aceptar golpes, pero esperando comprensión en lugar de castigo. 
A fines de julio de 1947, Strzemiński apeló a la Corte para que retirara los derechos de custodia de la madre de su hija. Deja a la familia poco antes de las vacaciones de verano. Da dinero para el mantenimiento de su hija. En octubre, el Tribunal de Menores decidió dejar la custodia de la hija a su madre, mientras exigía que esta última la educara en el respeto del espíritu polaco y en el respeto de su padre. Katarzyna Kobro vive entonces principalmente de juguetes cosidos. Todavía supervisa la restauración de sus esculturas en el Museo y, en 1948, hizo cuatro desnudos modelados en arcilla. Un artesano hace los moldes. El proyecto para fundir pruebas es más que probable. 

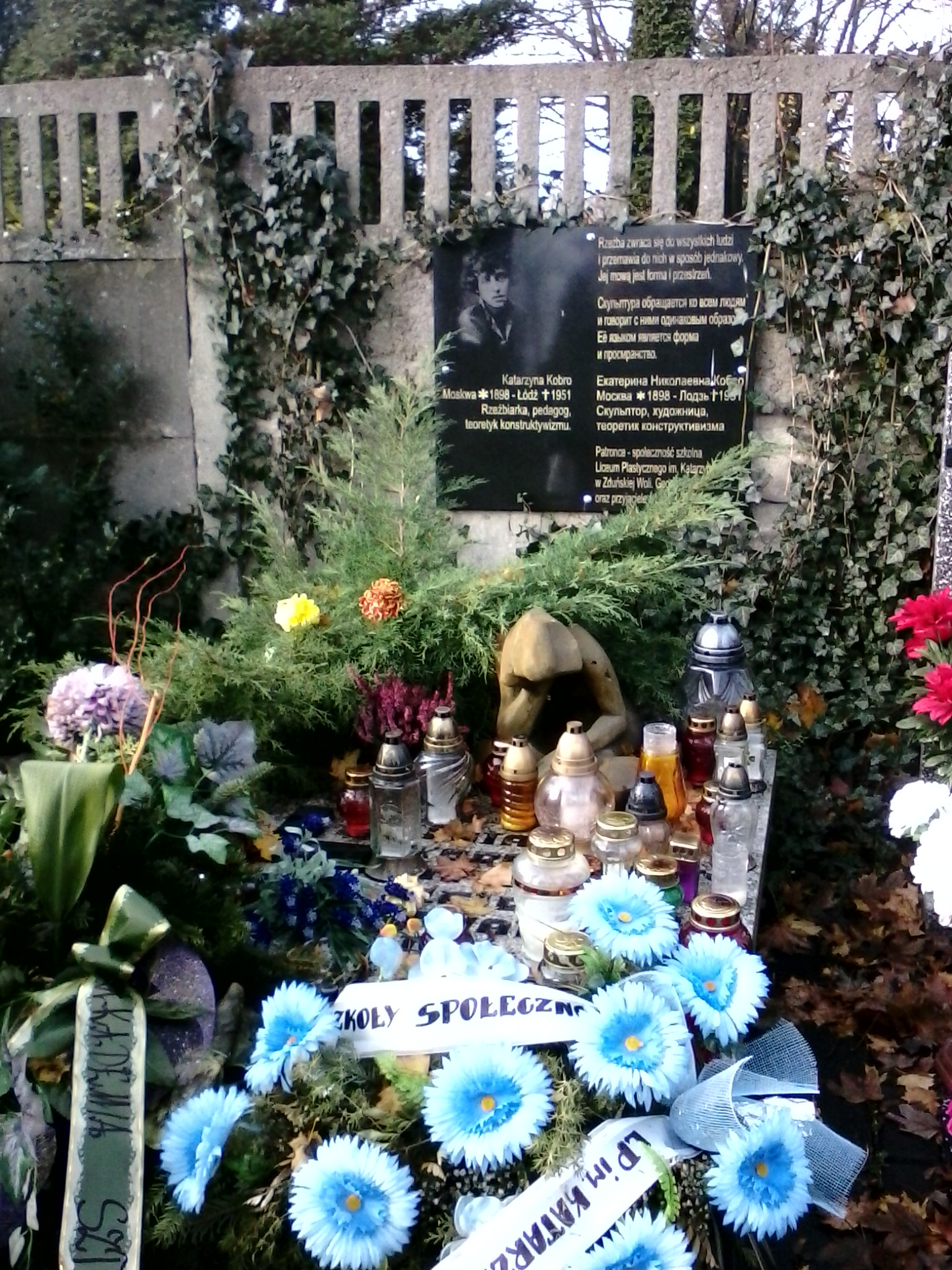
Tumba de Kataryna Kobro en el Cementerio de Doły

Ella no participó en la apertura de la primera exposición de posguerra el 13 de junio de 1948, pero muchos visitantes pudieron ver sus esculturas. Strzemiński colocó a cinco en la Sala de Neoplásticos con las pinturas de la Colección Internacional. Las demás son visibles en otra sala. El museo también exhibe una Madonna comprada a Katarzyna Kobro, poco antes de la apertura. 
A fines del otoño de 1948, el fiscal inicia una investigación de la "Lista Rusa". En 1949, tomó clases de ruso, lo que le permitió enseñar un curso de ruso y dibujo en una escuela a partir de septiembre. En mayo, el fiscal presenta una acusación contra Kobro. La sentencia del 9 de noviembre la condenó a seis meses de prisión. Finalmente, tras una apelación, fue absuelta en febrero de 1950. Al comienzo del verano enferma y recibe tratamiento en Varsovia, luego, en casa, recibe ayuda de su hija y los vecinos. Pero murió el 21 de febrero de 1951. 

### Legado
Está enterrada en Łódź con su hija Nika Strzemińska (1936-2001) en la sección ortodoxa del cementerio de Doły. Nika Strzemińska, doctora, psiquiatra, escritora, participó en la revaluación del trabajo de sus padres a través de sus escritos. 
La mayor parte de su trabajo se encuentra en el Museo Sztuki de Lódz.Todas sus obras eran tan vanguardistas que el Museo Nacional de Varsovia no las quería.

## Esculturas
Su trabajo está considerado como constructivismo, habiendo sido incluido en la exposición Constructivismo en Polonia 1923-1936 de 1973, cuyo curador fue Ryszard Stanislawski, director de Muzeum Sztuki en Łódź. 
De hecho, ha revolucionado el pensamiento de la escultura. Se aparta de la percepción de la escultura como un bloque, lo que fundamenta la novedad de su aporte. Bajo la influencia del constructivismo, rechaza el dominio artístico del individualismo, el subjetivismo y el expresionismo, sustituyéndolos por un objetivismo radical de las formas. Su objetivo es crear obras abstractas, basadas en leyes universales y objetivas, descubiertas a través de la experimentación y el análisis. 
En el origen del diseño escultórico de Katarzyna Kobro se encuentra el concepto abstracto de espacio infinito. El espacio así diseñado es homogéneo y no tiene un lugar en particular, ningún punto de referencia (como podría ser el centro en un sistema de coordenadas, por ejemplo). Desde allí, Kobro tiende, mediante sus obras, a construir con precisión esta organización del espacio, para que no haya en su distribución espacial una ruptura entre el bloque tallado y su entorno, sino que la obra pueda coexistir con el espacio (o integrarlo si se prefiere) y sea más fácil de comprender. 
Desde esta concepción de homogeneidad del espacio, resulta evidentemente la supresión de la noción de "centro" en la composición, ya que cada punto de la escultura es de igual importancia que los demás. 
En sus Desnudos, especialmente los de 1925-27, a menudo expuestos por ella, y de acuerdo con Zenobia Karnica: el cuerpo es visto como una "unidad orgánica" en el espacio, con sus propios límites naturales (a diferencia de la composición del espacio (el concepto abstracto de la escultura moderna) sin estos límites) y adecuado para hacerlo una parte integral del espacio infinito al abrirse a él, siguiendo las pautas del Unismo. Los desnudos considerados desde este punto de vista revelan un aspecto que no ha sido objeto de ninguna investigación en el estudio de la teoría del Unismo. 

## Colecciones
Las obras más conocidas de Kobro, preservadas en el tiempo o reconstruidas, se presentan como esculturas abstractas, suspendidas o colocadas en su pedestal, hechas de vidrio, madera y metal pintado. También realizó, hasta el final de su vida, desnudos con un estilo formal que se aproxima al cubismo. 
Las esculturas de vanguardia de Kobro se presentaron en la inauguración del Museo Sztuki en Łódź en 1931. Actualmente se encuentran en la sala de neoplásticos del museo. 
El Centro de Creación Industrial - Museo Nacional de Arte Moderno - Centro Pompidou, de París, adquirió en 1985 Composiciones Espaciales de 1928 con un título atribuido de Escultura del espacio . 

### Exposición, Centro Pompidou, París 24 de octubre de 2018 - 14 de enero de 2019
Fue una oportunidad para reunir, junto a Katarzyna Kobro y Wladyslaw Strzeminski, a los artistas polacos más cercanos y el movimiento más amplio de los de los artistas europeos de vanguardia que apoyaron a los Neoplastyczna.

### Sobre Katarzyna Kobro
- Ziebinska-Lewandowska, Karolina (2018). Katarzyna Kobro et Wladyslaw Strzeminski : Une avant-garde polonaise (28 cm.) (en français). Skira Paris. p. 192. ISBN 978-2370740885. Karolina Ziebinska-Lewandowska, 2018.

- Penelope Curtis (1999). Katarzyna Kobro, 1898-1951 (36 cm) (en inglés). Leeds et Łódź: The Henry Moore Sculpture Trust, et : Muzeum Sztuki. p. 186. ISBN 1-900081-96-2. Henry Moore Institute, 1999. ; avec les textes en réimpressions, donc accompagnés des photos et graphiques qui illustraient le texte originel et avec la composition des pages sur le plan typographique.
- Nika Strzemińska (2004). Katarzyna Kobro (en polaco). Warszawa: Scholar..
- Nika Strzemińska (2001). Sztuka, miłość i nienawiść. O Katarzynie Kobro i Władysławie Strzemińskim (en polaco). Warszawa: Scholar..[édition italienne : Arte amore e odio : Katarzyna Kobro, Władysławie Strzemiński e l'avanguardia polacca. ISBN 88-7644-209-X et ISBN 978-88-7644-209-4]
- Strzemiński, W. and Baudin, A. and Kobro, K. and Jedryka, P.M. (1977). L'Espace uniste: Écrits du constructivisme polonais (en français). Lausanne: Éditions L'Age d'Homme. p. 214. ISBN 9782825122129.
- Grzegorz Sztabiński (2004). Dlaczego geometria? problemy współczesnej sztuki geometrycznej (en polaco). Łódź: Wydawnictwo Uniwersytetu Łódzkiego. ISBN 8-37171-729-6..

#### Capítulo
- Yve-Alain Bois (2017). La peinture comme modèle (24 cm.). Dijon et Genève: Presses du Réél, MAMCO. p. 241-287 : « Strzemiński et Kobro : en quête de motivation » (plus précisément, sur la sculpture uniste de Kobro, p. 272-287). ISBN 978-2-84066-950-0. Yve-Alain Bois, 2017..

### Obras generales
- Stanislaw Ignacy Witkiewicz, Wladyslaw Strzeminski, Katarzyna Kobro, Henryk Stazewski, Tadeusz Kantor, Magdalena Abakanowicz, Roman Opalka, Krzysztof Wodiczko (2004). Scène Polonaise (21 cm). Bruxelles: Alternatives théâtrales. p. 732. ISBN 2-84056-161-1. Scène Polonaise, 2004.. L'intégralité des textes de K. Kobro sont ici présentés et traduits.
- Musée national d'art moderne (Paris) (1986). Qu'est-ce que la sculpture moderne ?. Paris: Centre Georges-Pompidou. p. 447. ISBN 2-85850-333-8..
- Musée d'art moderne de la Ville de Paris (1997). Années 30 en Europe : le temps menaçant, 1929-1939. Paris: Paris-musées ; Flammarion. p. 571. ISBN 2-87900-323-7..
- Andrei Nakov (1981). Abstrait/Concret (23 cm.). Transédition. p. 281-288. ISBN 2-8025-0010-4. Andrei Nakov, 1981. : La définition de l'Unisme, et ici, à propos de l'unisme sculptural de Kobro.
- Germain Viatte (1983). Présences polonaises. Centre Georges-Pompidou. p. 309-388. ISBN 2-85850-194-7. Présences polonaises, 1983. : textes de 1929 à 33.

### Exposición 2017
- KOBRO Y STRZEMIŃSKI PROTOTIPOS DE AVANT-GARDE (Lodz) Y Kobro y Strzemiński: Prototipos de vanguardia (Madrid): Museo Nacional Centro de Arte Reina Sofía, Madrid, España : 25 de abril - 18 de septiembre de 2017

### Exposición 2018-19
- 24 de octubre de 2018 → 14 de enero de 2019 : "Una vanguardia polaca" Centro Pompidou
- Katarzyna Kobro y Wladyslaw Strzeminski - Una vanguardia polaca en slash-paris.com

- Datos: Q290168
- Multimedia: Katarzyna Kobro / Q290168